# Estadio Centenario de Armenia
Het Estadio Centenario de Armenia is een multifunctioneel stadion in Armenia, een stad in Colombia. Het stadion wordt vooral gebruikt voor voetbalwedstrijden, de voetbalclub Deportes Quindío maakt gebruik van dit stadion. In het stadion is plaats voor 20.729 toeschouwers.

## Opening
Het stadion werd geopend in 1988 en gerenoveerd in 2011. In 1989 werd er een toernooi gespeeld ter ere van het 100-jarige bestaan van de stad Armenia en tevens de opening van dit stadion. Het toernooi werd Centennial Cup of Armenia 1989 genoemd. Op dit toernooi deden het Colombiaanse voetbalelftal en jeugdelftal mee en daarnaast ook nog Chili en Peru.

## International toernooien
Dit stadion werd gebruikt voor wedstrijden op de Copa América 2001. Dat toernooi werd van 11 juli tot en met 29 juli in Colombia gespeeld. In totaal waren er 2 wedstrijden. Beide wedstrijden waren kwartfinales, het ging om de wedstrijd Uruguay–Costa Rica en Colombia–Peru.
| № | Datum        | Wedstrijd            | Uitslag | Toernooi                        | Toeschouwers |
| - | ------------ | -------------------- | ------- | ------------------------------- | ------------ |
| 1 | 22 juli 2001 | Uruguay – Costa Rica | 2 – 1   | Copa América 2001 – kwartfinale | 29.000       |
| 2 | 23 juli 2001 | Colombia – Peru      | 3 – 0   | Copa América 2001 – kwartfinale | 28.000       |

Tussen 13 januari en 6 februari 2005 werd het Zuid-Amerikaans kampioenschap onder 20 jaar georganiseerd in Colombia en ook dit keer werd Estadio Centenario gebruikt als een van de stadions om voetbalwedstrijden te spelen. Er werden 12 wedstrijden gespeeld. Ook op het Wereldkampioenschap voetbal onder 20 in 2011 werd er van dit stadion gebruik gemaakt. Dat toernooi werd gehouden van 29 juli tot en met 20 augustus. Er werden 5 groepswedstrijden gespeeld en de kwartfinale tussen Nigeria en Engeland (1–0).